# 龙庄天主堂
龙庄天主堂，全名天主教北京教区龙庄圣母无染原罪堂，位于北京市通州区漷县镇龙庄村，隶属天主教北京教区。

## 简介
龙庄天主堂始建于1905年。从1935年到1965年，先后有四位神父负责堂区教务，其中最后一位是河北省香河县扁城村的宋神父。1965年后，由北京教区胡明新神父代管。文革期间，教堂被拆毁，原址建为校舍。1989年，在通县人民政府的帮助下落实教产，恢复使用，为北京教区的下会点，先后由胡明新神父、刘永斌神父代管。1990年10月29日，龙庄天主堂开堂。1994年新建了教堂，教堂面积168平方米。教堂平面由十字式微调而成，坐北朝南，采用简化的哥特式建筑风格。立面为三段式，底部有三个拱门，上面设两层拱形窗，侧立面开有一排拱形窗，所有门窗洞不采用半圆券，仅用石膏做出线脚效果，整座教堂设计较为简单。当时龙庄村有天主教徒300余人，北京教区正式派遣了住堂神父。2003年，本堂刘谦逊神父带领全村教友捐献，建了一座圣母山。2004年，因教堂钟楼下沉，教堂成为危房，通州区人民政府出资20万元人民币，将钟楼改建加高，并对大堂及其附属建筑开展大修，2005年6月竣工。到2015年时，该堂区有教友300多人。

## 主任司铎
- 胡明新神父（？—？，代管）
- 刘永斌神父（？—？，代管）

……
- 刘谦逊神父（？—2007年）
- 孙晓野神父（2007年12月4日—2011年）
- 李先敬神父（2011年2月—2014年）
- 马曌神父（2014年—）[6]